# Taeniodera miksiciana
Taeniodera miksiciana är en skalbaggsart som beskrevs av Krajcik 2010. Taeniodera miksiciana ingår i släktet Taeniodera och familjen Cetoniidae. Inga underarter finns listade i Catalogue of Life.